# Khalil el-Yamani
Khalil el-Yamani (in arabo خليل اليماني‎?; Rabat, 24 ottobre 1943) è un ex cestista marocchino.

## Carriera
Con il Marocco ha disputato i Giochi olimpici di Città del Messico 1968.